# Шанкар Махадеван
Шанка́р Махаде́ван (там. சங்கர் மகாதேவன், род. 3 марта 1967 года) — индийский закадровый исполнитель, певец и композитор. Участник музыкального трио композиторов Шанкар-Эхсан-Лой.

## Ранние годы и юность
Шанкар Махадеван родился в Чембуре, пригороде Мумбаи.
Его семья — Малаяли родом из города Палгхат штата Керала. Обучался индийской классической музыке и музыке штата Карнатака. В возрасте пяти лет Шанкар научился играть на ви́не. В 1988 году окончил технологический институт им. Рамрао Адик, расположенный в Нави Мумбаи, и получил степень в области информатики и программной инженерии, после чего работал инженером-программистом в Leading Edge Systems.

## Карьера
После работы в Leading Edge Systems Шанкар Махадеван решил уйти в музыку. Свою музыкальную карьеру он начал как закадровый исполнитель, записав песни для таких фильмов как «Дорогая, это Индия» и «Бомбей». В 1998 году певец выпустил сольный альбом под названием Breathless. Позже он вступил в трио Шанкар-Эхсан-Лой, вместе с которыми стал сочинять музыку к фильмам на хинди.
В 2000 году Шанкар Махадеван записал закадровый вокал для фильма «Разум и чувства». За исполнение песни «Enna Solla Pogirai» он был награждён Национальной кинопремией. В том же году вместе с своим трио Шанкар был номинирован на премию Screen Award за лучшую фоновую музыку за написание и исполнение саундтрека к фильму «Миссия „Кашмир“».
В 2001 году присоединился к фьюжн-группе легендарного британского гитариста Джона Маклафлина «Remember Shakti», с которой дважды посетил Россию.
В 2008 году Шанкар Махадеван снова получил Национальной кинопремию, в этот раз за песню «Maa» к фильму «Звёздочки на земле». Также Премии гильдии кино- и телепродюсеров Апсары было удостоено трио Шанкар-Эхсан-Лой. В 2010 году он основал свою музыкальную академию Shankar Mahadevan Academy, которая занимается обучением студентов классической индийской музыке.
В 2013 году Шанкар, Эхсаан и Лой провели благотворительный концерт для организации Lok Biradari Prakalp, которая помогает медицине, образованию и защите дикой природы.

## Личная жизнь
Женат на Сангите, имеет двух сыновей Сиддхарта и Шибама, которые пошли по стопам отца. Свободно говорит на малаялам (родной язык), тамильском, маратхи, хинди, телугу, каннада и английский.

## Награды

### Национальная кинопремия
- 2000 — Лучший мужской закадровый вокал — «Yenna Solla Pogirai» из фильма «Разум и чувства»[5]
- 2004 — Лучшая музыка к фильму — «Наступит завтра или нет»[6] (в составе Шанкар-Эхсан-Лой)
- 2008 — Лучший мужской закадровый вокал — «Maa» из фильма «Звёздочки на земле»[7]
- 2012 — Лучший мужской закадровый вокал — «Bolo Na» из фильма «Читтагонг»[8]

### Filmfare Awards
- 2001 — Премия имени Р. Д. Бурмана для новых музыкальных талантов — «Любящие сердца»[9] (в составе Шанкар-Эхсан-Лой)
- 2003 — Лучшая музыка к песне для фильма — «Наступит завтра или нет»[10] (в составе Шанкар-Эхсан-Лой)
- 2005 — Лучшая музыка к песне для фильма — «Банти и Бабли»[11] (в составе Шанкар-Эхсан-Лой)
- 2014 — Лучшая музыка к песне для фильма — «2 штата»[12] (в составе Шанкар-Эхсан-Лой)

### Другие
- 2001 — Star Screen Award за лучшую музыку к песне для фильма — «Любящие сердца» (в составе Шанкар-Эхсан-Лой)
- 2005 — Star Screen Award за лучшую музыку к песне для фильма — «Банти и Бабли» (в составе Шанкар-Эхсан-Лой)
- 2005 — Filmfare Award за лучший мужской закадровый вокал на телугу — «Chandrulo Unde» из фильма «Непохищенная невеста 2»[13]
- 2008 — Kerala State Film Award за лучший мужской закадровый вокал — «Kalayana Kacheri» из фильма Madampi[14]
- 2008 — Nandi Award за лучший мужской закадровый вокал — Venkatadri[15]
- 2012 — Nandi Award за лучший мужской закадровый вокал — Shiridi Sai[16]